# Ancala africana
Ancala africana är en tvåvingeart som först beskrevs av Griffith och Pidgeon 1832.  Ancala africana ingår i släktet Ancala och familjen bromsar. Inga underarter finns listade i Catalogue of Life.